# Симфония № 22 (Мясковский)
Симфония № 22 h-moll, op. 54 — трёхчастное сочинение русского композитора Н. Я. Мясковского для оркестра парного состава (три трубы), созданное в 1941 году.  По замыслу композитора, части исполняются без перерыва. Премьера состоялась в Тбилиси 12 января 1942 года под управлением А. Л. Стасевича. Партитура впервые напечатана в 1944 году издательством оркестротек Союза советских композиторов (ССК). Произведение имеет авторское название «Симфоническая баллада» или «Симфония-баллада». Программный заголовок «Об Отечественной войне 1941 г.» был снят после первого исполнения в Москве (1942).

## История создания
После начала Великой Отечественной войны Н. Я. Мясковский был эвакуирован в Нальчик, где написал две симфонии (Двадцать вторую и Двадцать третью на темы  кабардино-балкарских песен) и струнный квартет № 7, ор. 55. 
Двадцать вторая симфония-баллада стала первой советской симфонией, связанной с событиями войны. Сочинялась в сентябре 1941 года, работа над оркестровкой проходила в октябре и была завершена 3 ноября 1941 года.
О воплощении замысла композитор писал В. В. Держановскому: «„Симфоническая баллада“ (№ 22 ор. 54, h-moll, в 3-х частях, идущих без перерыва) не имеет конкретных образов, как в 7-й симфонии Шостаковича, и подзаголовок „Об Отечественной войне 1941 г.“ надо понимать как личное мое отношение: смутные предчувствия пронизывают прекрасную, безмятежную жизнь, затем все погружается в жуткий мрак и страдания; возникающие силы сопротивления дают надежду на освобождение, а разражающиеся в разработке финала резкие столкновения 
приводят к освобождению и гимну победы. Грубо — так, в музыке все, конечно, гораздо складнее». И. В. Петров опубликовал письмо своему сыну Валерию от Н. Я. Мясковского из Тбилиси от 18 мая 1942 года с пояснениями замысла симфонии-баллады: в первой части отражена мирная жизнь, «где кое-когда прорывается угроза», вторая часть может иметь эпиграф «внимая ужасам войны», третья с энергичной темой — «и дрогнули враги», в конце победный гимн. После получения письма А. А. Иконникова с описанием премьеры симфонии в Москве весной 1942 года композитор снял программный заголовок «Симфония-баллада о Великой Отечественной войне».
Двадцать вторая симфония выдвигалась на присуждение Сталинской премии, но не была удостоена награды. Партитура впервые была опубликована в 1944 году издательством оркестротек ССК. Повторное издание вышло в нотоиздательстве «Музгиз» в 1944 году, когда слово «баллада» и программное заглавие «О Великой Отечественной войне» были изъяты из названия. Имеются два переложения симфонии для фортепиано — авторское в четыре руки и восьмиручное П. А. Ламма.

## Части
Симфония-баллада состоит из трёх частей общей длительностью 39 минут, исполняющихся без перерыва:
- I. Lento. Allegro non troppo (h-moll)
- II. Andante con duolo (b-moll)
- III. Allegro energico, ma non troppo vivo (h-moll)

Сурово-энергичная минорная тема главной партии первой части сочинения близка мелодике главных партий первых частей Второй и Двадцать седьмой симфоний Мясковского.

## Исполнения
- 1942 — 12 января первое исполнение в Тбилиси под управлением Абрама Стасевича[2]. Весной состоялась премьера в Москве в исполнении оркестра Всесоюзного радиокомитета под управлением Н. С. Голованова[5]. Из письма А. А. Иконникова об исполнении в Москве композитор сделал вывод: «<…> симфония моя была очень плохо сыграна — в явно неверных темпах и, по-видимому, в неверных нюансах»[5].

## Записи
- 1950 — ГСО СССР под управлением Е. Ф. Светланова, выпуски фирмы «Мелодия»: 
  - СМ 03157-8 (1972)[10]
  - в комплекте «Николай Мясковский. Избранные симфонии» из трёх компакт-дисков MEL CD 10 02268 (3 CD) (2014)[11]
- 1991—1993 — Государственный академический симфонический оркестр России под управлением Е. Ф. Светланова, запись из Большого зала Московской консерватории, выпуски:
  - «Русский диск» RDCD 00659 (2001)[12]
  - Olympia: Myaskovsky Complete Symphonic Works, Volume 10 OCD 740 (2002)[13]
  - Warner Classic 2564 69689-8 (2007)[14]
- 2008 — СПб ГАСО под управлением Александра Титова, Northern Flowers NF/PMA9966

Согласно воспоминаниям Григория Шнеерсона, после прослушивания неудачной грамзаписи Двадцать второй симфонии в исполнении оркестра Columbia Broadcasting System под управлением Бернгарда Германа Николай Мясковский отправил письмо с решительным протестом против крайней недобросовестности её исполнения ввиду бессмысленных купюр.